# Dostojka eufrozyna
Dostojka eufrozyna, perłowiec eufrozyna (Boloria euphrosyne) – gatunek motyla dziennego z rodziny rusałkowatych (Nymphalidae).

## Wygląd
Rozpiętość skrzydeł od 40 do 42 mm, dymorfizm płciowy słabo zaznaczony. Samica ma bardziej żółtawe plamki na strzępinie, ponadto jest nieco większa od samca. Wierzch rudy z czarnymi plamkami i kreskami, które w nasadowej części skrzydła tworzą łamaną obwódkę. Brzegi skrzydeł białe. Spód pomarańczowy z białymi plamkami, przednie skrzydło również ma czarne plamki, jak z wierzchu, jednak nie tworzą one tak rozbudowanego rysunku. Na wierzchołku skrzydła znajduje się pomarańczowo-biały rysunek. Gąsienica czarna z białymi kropkami. Kolczaste wyrostki na ciele u nasady żółte, a na końcu czarne. Kolce w przedtułowiu dłuższe niż pozostałe. Poczwarka  szaro-brunatna lub brunatna, z lekkim połyskiem z siateczkowatym deseniem i ciemną plamą na pokrywach skrzydeł; na grzbietowej części ciała znajdują się dwa rzędy krótkich, srebrnych wyrostków.

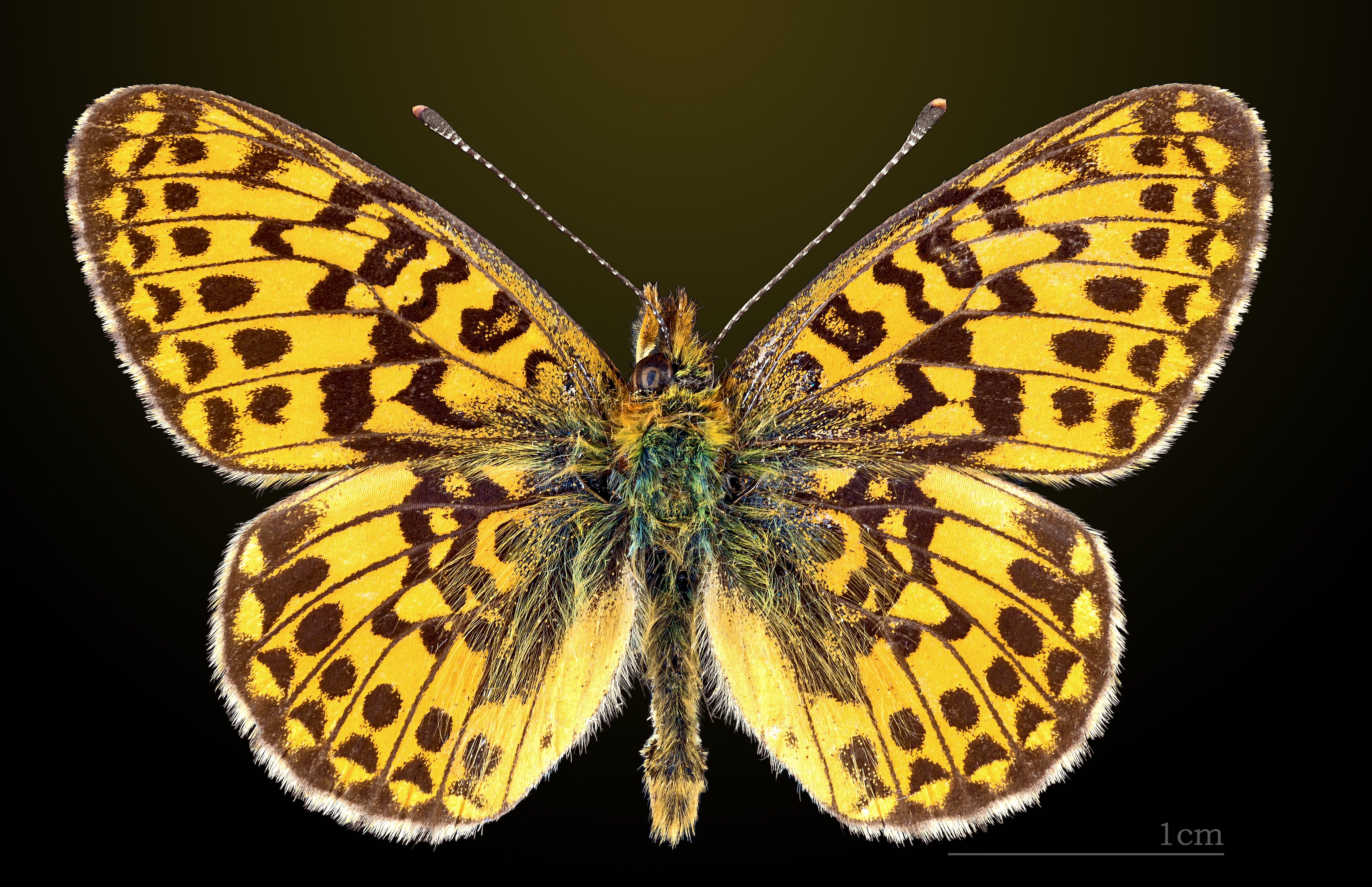
Wierzch
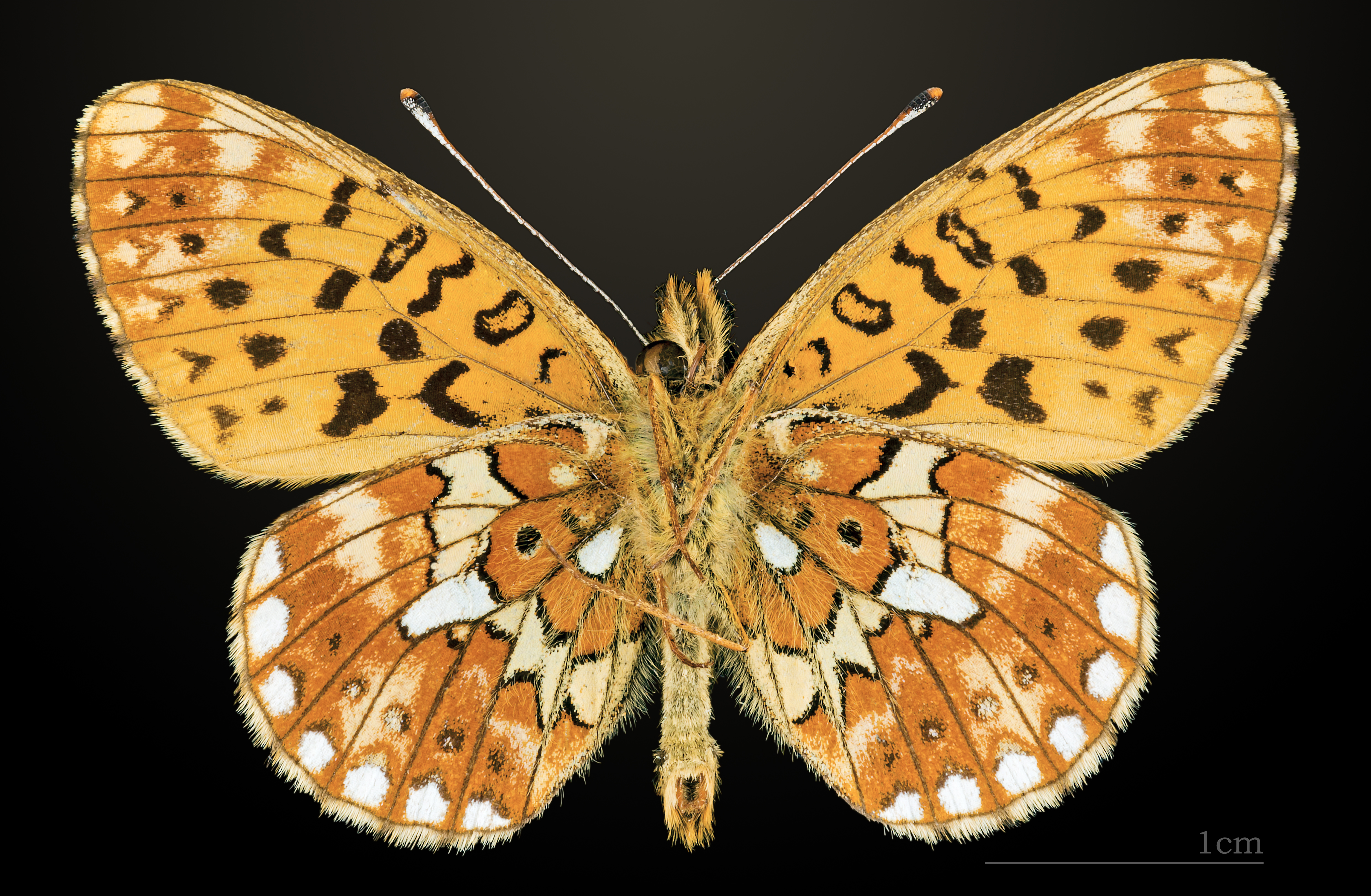
△ Spód

## Siedlisko
Spotykany jest na suchych lub umiarkowanie wilgotnych śródleśnych polanach i łąkach, ale zamieszkuje również zręby i leśne drogi.

## Biologia
Jajo białożółte, stożkowate, wierzchołek równo ścięty. Chorion ma podłużne, perełkowate żeberka. Dostojka eufrozyna pojawia się w jednym pokoleniu w okresie od maja do lipca, bardzo rzadko również w sierpniu. Jaja składane są od spodu liścia albo na częściach innych roślin w pobliżu. Gąsienica dorasta i żywi się na fiołku kosmatym, fiołku leśnym i fiołku psim. Zimuje tylko gąsienica będąca w przedostatnim stadium w suchych i zwiniętych liściach. Przepoczwarzenie się ma miejsce na łodydze lub liściu rośliny pokarmowej. W poszukiwaniu pożywienia, jakim jest nektar, postać dorosła odwiedza takie rośliny jak: dąbrówka rozłogowa, jaskier rozłogowy, głowienka pospolita  czy komonica zwyczajna. 

## Rozmieszczenie geograficzne
Gatunek eurosyberyjski, w Polsce występuje na terenie całego kraju z wyjątkiem zachodniej i środkowej części kraju, gdzie wymarł.

## Status i ochrona
W Polsce uznawany za gatunek bliski zagrożenia (NT), natomiast IUCN uznaje ją za gatunek najmniejszej troski (LC).